# Michael Seaton
Michael John Seaton (Bristol, 16 de janeiro de 1923 — 29 de maio de 2007) foi um matemático, físico e astrônomo inglês.
Foi a partir de 1963 professor de física da University College London.
Seaton foi de 1979 a 1981 presidente da Royal Astronomical Society.
Recebeu a Medalha de Ouro da Royal Astronomical Society de 1983, e a Medalha Hughes de 1992.